# Кішикараойський сільський округ
Кішикарао́йський сільський округ (каз. Кіші қараой ауылдық округі, рос. Кишикараойский сельский округ) — адміністративна одиниця у складі Акжарського району Північноказахстанської області Казахстану. Адміністративний центр — село Бостандик.
Населення — 784 особи (2021; 1421 у 2009, 1982 у 1999, 2945 у 1989).
Станом на 1989 рік існували Київська сільська рада (село Київське) та Кішикараойська сільська рада (село Бостандик).

## Склад
До складу округу входять такі населені пункти:
| Населений пункт   | Старі назви | Населення, осіб (1989) | Населення, осіб (1999) | Населення, осіб (2009) | Населення, осіб (2021) |
| ----------------- | ----------- | ---------------------- | ---------------------- | ---------------------- | ---------------------- |
| Бостандик, село   | -           | 1472                   | 1077                   | 847                    | 464                    |
| Кіши-Караой, село | Київське    | 1473                   | 905                    | 574                    | 320                    |